# Avalahalli, Chik Ballapur
Avalahalli là một làng thuộc tehsil Chik Ballapur, huyện Kolar, bang Karnataka, Ấn Độ.